# Chemin de fer Franco-Hellenique
| Lokomotive 102 der CFFH 1953 in Alexandroupoli |                      |                                        |                                            |
| Streckennetz der ehemaligen CFFH (Stand 2015) |                      |                                        |                                            |
| Streckenlänge: | 173 km               |                                        |                                            |
| Spurweite: | 1435 mm (Normalspur) |                                        |                                            |
| |                      |                                        |                                            |
| \| \| \| Chemins de fer Orientaux von Bulgarien \| \| \| \| \| Ormenio \| \| \| \| \| Dikaia \| \| \| \| \| nach Nea Vissa \| \| \| \| \| Fluss Arda, Grenze Griechenland–Türkei \| \| \| \| \| Edirne (Karaağaç) \| \| \| \| \| Grenze Türkei–Griechenland \| \| \| \| \| nach Dikaia \| \| \| \| \| Nea Vissa \| \| \| \| \| Orestiada \| \| \| \| \| Pythio \| \| \| \| \| \| Grenze Griechenland–Türkei, nach Uzunköprü \| \| \| \| Didymoticho \| \| \| \| \| Soufli \| \| \| \| \| nach Thessaloniki \| \| \| \| \| Alexandroupoli \| \| |                      |                                        |                                            |
| Strecke |                      | Chemins de fer Orientaux von Bulgarien | Chemins de fer Orientaux von Bulgarien     |
| ehemaliger Bahnhof |                      | Ormenio                                | Ormenio                                    |
| Bahnhof |                      | Dikaia                                 | Dikaia                                     |
| Abzweig ehemals geradeaus und nach rechts |                      | nach Nea Vissa                         | nach Nea Vissa                             |
| Grenze auf Brücke über Wasserlauf (Strecke außer Betrieb) |                      | Fluss Arda, Grenze Griechenland–Türkei | Fluss Arda, Grenze Griechenland–Türkei     |
| Bahnhof (Strecke außer Betrieb) |                      | Edirne (Karaağaç)                      | Edirne (Karaağaç)                          |
| Grenze (Strecke außer Betrieb) |                      | Grenze Türkei–Griechenland             | Grenze Türkei–Griechenland                 |
| Abzweig ehemals geradeaus und von rechts |                      | nach Dikaia                            | nach Dikaia                                |
| Bahnhof |                      | Nea Vissa                              | Nea Vissa                                  |
| Bahnhof |                      | Orestiada                              | Orestiada                                  |
| Bahnhof |                      | Pythio                                 | Pythio                                     |
| Abzweig geradeaus und nach links · Strecke quer |                      |                                        | Grenze Griechenland–Türkei, nach Uzunköprü |
| Bahnhof |                      | Didymoticho                            | Didymoticho                                |
| Bahnhof |                      | Soufli                                 | Soufli                                     |
| Abzweig geradeaus und nach rechts |                      | nach Thessaloniki                      | nach Thessaloniki                          |
| Kopfbahnhof Streckenende |                      | Alexandroupoli                         | Alexandroupoli                             |

Die Chemin de fer Franco-Hellenique (CFFH, vollständiger Name Companie franco-hellenique des chemins de fer, auf Griechisch Γαλλοελληνική Εταιρεία Σιδηροδρόμων (ΓΕΣ)) war eine von 1929 bis 1955 existierende private Eisenbahngesellschaft in Griechenland und der Türkei.

## Geschichte
Nach dem Ersten Weltkrieg und dem nachfolgenden Griechisch-Türkischen Krieg von 1919 bis 1922 war eine vorläufige Lösung der komplizierten Grenz-, Besitz- und Betriebsverhältnisse der Chemins de fer Orientaux (CFO, auch als Orientbahn bezeichnet) erst nach dem Vertrag von Lausanne 1923 möglich. Die bislang von der CFO im Osmanischen Reich betriebenen Strecken lagen nunmehr in Griechenland und der von Mustafa Kemal Atatürk begründeten türkischen Republik. Die neue Grenze zwischen Griechenland und der Türkei von der bulgarischen Grenze nördlich von Edirne bis zur Mündung der Mariza führte dazu, dass die Hauptstrecke der CFO südlich des bulgarischen Grenzbahnhofs Svilengrad zunächst über griechisches Gebiet, dann durch das türkische Edirne und dann wieder auf griechischem Gebiet verlief. Zudem war die Orientbahn immer noch nominell in deutschem Besitz. Als Teil der deutschen Reparationsleistungen ging die Orientbahn bereits 1920 in französischen Besitz über.

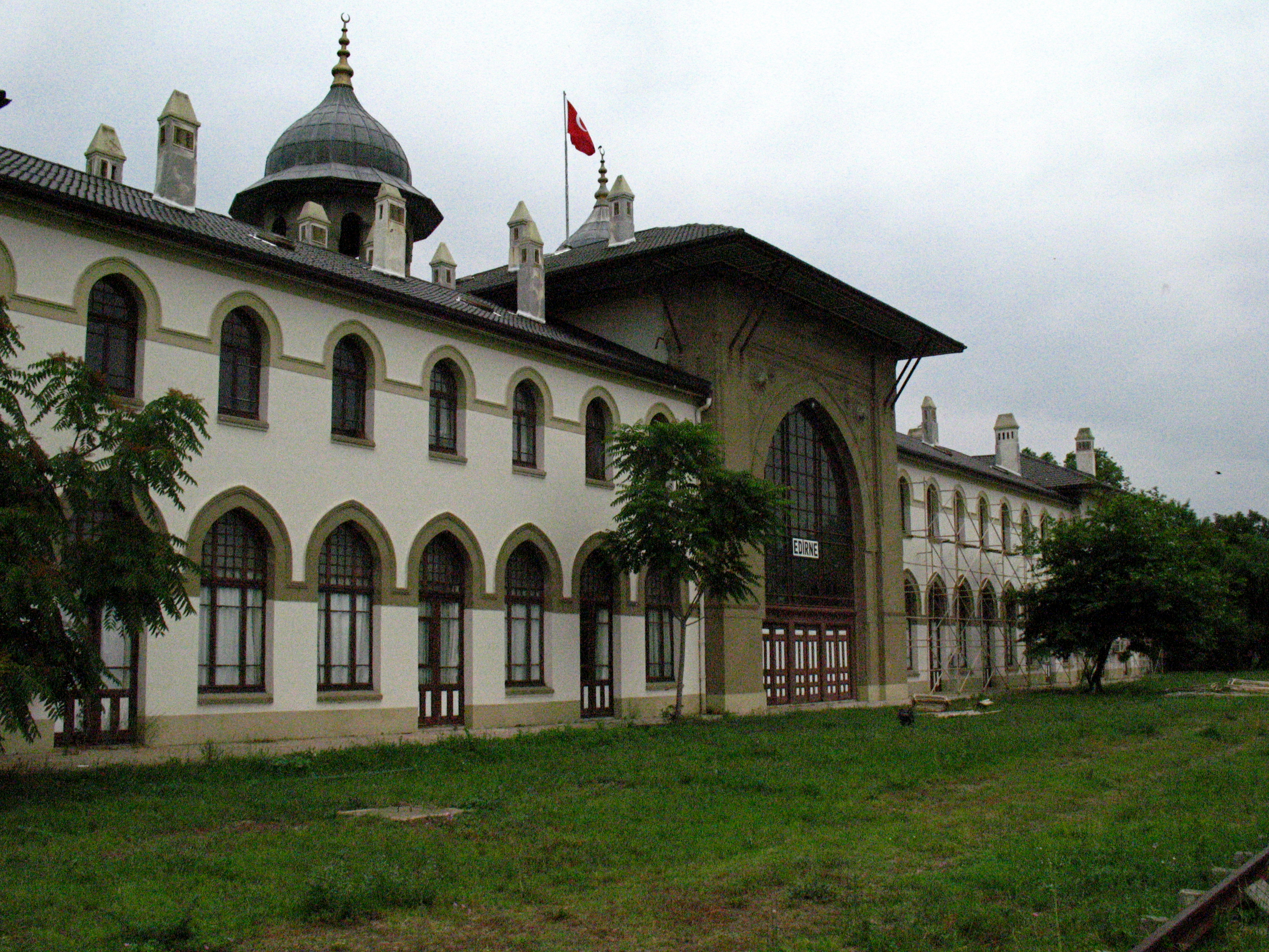
Ehemaliger Bahnhof Edirne in Karaağaç

Die endgültige Lösung der Eigentumsfragen zog sich aber bis 1929 hin. In diesem Jahr übernahm die neugegründete Companie franco-hellenique des chemins de fer von der Orientbahn die 173 km lange Strecke von Ormenio, dem griechischen Grenzbahnhof zu Bulgarien, über Edirne und Pythio, den griechischen Grenzbahnhof zur Türkei, bis zur an der Ägäis liegenden Hafenstadt Alexandroupoli. Sitz der Gesellschaft war in Paris, sie stand in französischem Eigentum unter gemischtem griechisch-französischen Management, de facto war sie eine Tochtergesellschaft der Orientbahn. Diese gab einen Teil ihres Fahrzeugparks an die CFFH ab. Die Orientbahn behielt allerdings Betriebsrechte auf dem Abschnitt nördlich von Pythio und bespannte ihre Züge teilweise durchgehend bis Edirne und Svilengrad.
Während die Orientbahn in der Türkei 1937 verstaatlicht und Teil der türkischen Staatsbahn TCDD wurde, blieb die CFFH unabhängig und führte den Betrieb auf ihrer Strecke über den Zweiten Weltkrieg bis 1955 eigenständig durch. Während der Zeit des griechischen Bürgerkriegs bis 1949 verkehrten die Züge nur bei Tage und wurden zum Schutz vor Minen mit leeren Güterwagen vor der Lokomotive ergänzt sowie mit bewaffneter Begleitung besetzt. Mit Wirkung zum 1. Januar 1955 wurde sie schließlich verstaatlicht und von der griechischen Staatsbahn SEK übernommen. Der türkische Abschnitt bei Edirne ging an die TCDD, die seit 1937 bereits die Betriebsrechte der Orientbahn auf der Strecke der CFFH besessen hatte und ihre Züge weiterhin mit eigenen Lokomotiven bis Edirne bespannte.
Die komplizierte Streckenführung über die Grenzen wurde erst 1971 gelöst. In diesem Jahr eröffnete die TCDD die vollständig auf türkischem Gebiet liegende direkte Strecke von Pehlivanköy nach Kapikule und weiter ins bulgarische Svilengrad. Edirne erhielt an dieser Strecke einen neuen Bahnhof. Auf der griechischen Seite wurde ebenfalls 1971 zwischen Marassia und Nea Vissa eine Umgehung unter Vermeidung türkischen Gebiets eingeweiht, so dass der bisherige Bahnhof Edirne in Karaağaç, westlich der Mariza, nicht mehr angefahren wurde.

## Lokomotiven
Der Fuhrpark der CFFH bestand mit Ausnahme von zwei nach dem Zweiten Weltkrieg von der SNCF übernommenen, ursprünglich 1922 als Teil der an Frankreich zu zahlenden Reparation aus Österreich an die PLM gelieferten Exemplaren der Reihe KkStB 80 ausschließlich aus von der CFO übernommenen Fahrzeugen:
| Nummern                                       | Hersteller               | Anzahl | Baujahr(e) | Bauart   | Bemerkung | Bild |
| --------------------------------------------- | ------------------------ | ------ | ---------- | -------- | --- | ---- |
| 71–74                                         | Hanomag                  | 4      | 1912–14    | 1'C1' h2 | als Reihe Ζε an die SEK |      |
| 101–110 (mit Lücken)                          | StEG, Krauss             | 7      | 1888–1894  | 2'B n2   | weitgehend baugleich der kkStB 4, als Reihe Γβ an die SEK                                                                                            |      |
| 259–262                                       | Batignolles, Schneider   | 4      | 1924–1927  | 1'D h2   | als Reihe Ηε an die SEK |      |
| 291, 300                                      | Hanomag                  | 2      | 1871–75    | C n2     | als Reihe Δβ an die SEK |      |
| 809–810 (SEK-Nummern, CFFH-Nummern unbekannt) | Lokomotivfabrik der StEG | 2      | 1922       | E h2     | aus Reparationslieferung nach Frankreich, 1950 von der SNCF gebraucht beschafft, dort als Reihe 050 A bezeichnet, in die Reihe Kβ der SEK übernommen |      |